# Football Club chamaliérois
Le Football Club de Chamalières, couramment appelé FC Chamalières, est un club de football français basé à Chamalières, à côté de Clermont-Ferrand.
Le FC Chamalières est un vrai vivier de jeunes où les 529 licenciés peuvent jouer toute l’année, il y a même eu la saison dernière la création d'une équipe féminine U18 entraîné par Joyce Kingue. Un vrai projet pour le football féminin dans ce club 
Le club évolue en National 2 depuis la saison 2019-2020, après avoir terminé à la première place du National 3 Auvergne-Rhône-Alpes.

## Histoire du club

### Dates importantes
- 1967-1968 : Deuxième division
- 1968-1969 : Première division
- 1969-1970 : Promotion district
- 1970-1974 : Promotion d’honneur
- 1974-1999 : Promotion de ligue
- 1999-2000 : Élite
- 2000-2001 : Champion d’Élite
- 2001-2006 : Promotion d’honneur régionale
- 2006-2009 : Division d’honneur régionale
- 2009-2013 : Division d’honneur (2ème en 2011 et 2012)
- 2013-2014 : Division d’honneur régionale
- 2014-2015 : Division d’honneur régionale (2ème)
- 2015-2016 : Division d’Honneur Champion de DH et Vainqueur Coupe Séniquette
- 2016-2017 : CFA 2
- 2017-2018 : National 3 (ex-CFA2)
- 2018-2019 : Champion de National 3 (groupe M)[2]
- 2019-2020 : National 2
- 2020-2023 : National 2

### Montée en National 2
Entrainé par Arnaud Marcantei, avec 3 points d'avance sur le GFA Rumilly-Vallières, l'équipe parvient à monter en National 2 en 2019 pour la première fois de son histoire. Pour sa première saison, équipe se maintient de justesse grâce à une meilleure différence de buts. En 2021, le FC Chamalières atteint les 32èmes de finale de la Coupe de France, mais le club est éliminé aux tirs au but par le Puy Foot.
Le 2 février 2021, le club se sépare de Didier Chastang, président du club depuis 12 ans. Il est remplacé par le duo Robert Courtial et Ibrahim Zakou Laloy.
Le 4 mai 2021, l'emblématique entraîneur Arnaud Marcantei (35 ans) a annoncé son départ après sept saisons sur le banc.

### Palmarès

#### Parcours en Coupe de France
2021 : Eliminé en 32èmes de finale par le Puy Foot 43 (0-0, 5-4 tab)
2023 : Eliminé en 16èmes de finale par le Paris FC (0-4)

#### Championnat
- 2001 : Champion d’Élite
- 2016 : Champion de Division d'Honneur Auvergne
- 2019 : Champion de National 3 Auvergne-Rhône-Alpes